# Check-in Hanyang
Check-in Hanyang (체크인 한양?, Chekeu-in Han-yangLR) è una serie televisiva sudcoreana trasmessa su Channel A dal 21 dicembre 2024 al 9 febbraio 2025.

## Trama
Quattro stagisti si muovono nell'ambiente esigente di Yongcheonru, la locanda più prestigiosa di Joseon, affrontando le difficoltà causate da ospiti scontenti e supervisori severi: nonostante i suoi tentativi di restare anonimo, il principe Lee Eun attira costantemente attenzioni indesiderate; Hong Deok-soo impressiona i superiori con la sua intelligenza e dedizione, ma lotta con la costante paura che qualcuno scopra che in realtà è una donna travestita da uomo; Cheon Jun-hwa si ritrova gradualmente attratto dalle sfide della locanda e dal cameratismo che sviluppa con i suoi colleghi stagisti; Go Soo-ra eccelle nei suoi doveri, guadagnandosi il rispetto dei superiori, ma la sua ambizione mette a dura prova le sue relazioni e annebbia il suo giudizio.

## Personaggi e interpreti
- Lee Eun/Lee Eun-ho, interpretato da Bae In-hyuk
- Hong Deok-soo, interpretata da Kim Ji-eun
- Cheon Jun-hwa, interpretato da Jung Gun-joo
- Go Soo-ra, interpretato da Park Jae-chan

## Accoglienza
Pierce Conran del South China Morning Post ha assegnato un punteggio di 2,5 su 5, giudicando che la serie, dopo un inizio promettente grazie all'ambientazione alberghiera, si sia gradualmente trasformata in una fiction prevedibile con un mistero legato al palazzo reale.